# فرودگاه راسل
فرودگاه راسل (به انگلیسی: Russell Airport) یک فرودگاه همگانی است که یک باند فرود چمن و برف دارد و طول باند آن ۵۷۹ متر است. این فرودگاه در کشور کانادا قرار دارد و در ارتفاع ۵۵۶ متری از سطح دریا واقع شده است.